# Валери Димитров (политик)
 Тази статия е за политика.  За каратиста вижте Валери Димитров.  
Валери Георгиев Димитров е български юрист, университетски преподавател и политик.

## Образование и професионален път
Валери Димитров е роден на 2 юни 1954 г. в София, България, но израства в Благоевград. През 1978 г. се дипломира в специалност право в Софийския университет (магистър). След дипломирането си постъпва като асистент в катедра „Правни науки“ на Висшия икономически институт „Карл Маркс“ (дн. УНСС), където през 1991 г. получава докторска степен по финансово право. От 1991 г. е съветник на управителя на БНБ (по това време Тодор Вълчев) и юридически секретар на Управителния съвет на централната банка. В периода 2000 – 2001 г. е консултант на председателя и управителния съвет на Фонда за гарантиране на влоговете в банките. След промените в България от 10 ноември 1989 г. взема дейно участие като експерт при разработването на новото банковото законодателство на страната. Разработва проектите на първия закон за БНБ след 1989 г. (Закона за БНБ от 1991 г.), Закона за банките и кредитното дело от 1992 г., Закона за БНБ от 1997 г. (с който се въведе валутният борд в България), Закона за банките от 1997 г., Валутния закон от 1999 г., Закона за гарантиране на влоговете в банките от 1998 г., Закона за банковата несъстоятелност, както и на многобройни наредби на Управителния съвет на БНБ, издадени в приложение на банковите закони. От 7 април 2005 г. е председател на Сметната палата – пост, който заема два последователни мандата.

## В политиката
Народен представител е от НДСВ в XXXIX народно събрание, където е председател на Комисията по икономическа политика. На 7 април 2005 г. е избран за председател на Сметната палата (гласуван с подкрепата на НДСВ, ДПС и Новото време). XLI народно събрание, с подкрепата на ГЕРБ, го избира отново за председател на Сметната палата, но по нов закон. Заема поста до пролетта на 2014 г.

## Научна кариера
След завършване на висшето си образование, Валери Димитров постъпва като асистент в катедра „Правни науки“ на Висшия икономически институт „Карл Маркс“ (дн. УНСС). В същата катедра защитава докторска дисертация, с което получава титлата „доктор по право“ (1991). През 1996 г. се хабилитира като доцент по финансово право с хабилитационен труд „Въведение в банковото право. Търговската банкова дейност и нейната публичноправна уредба“. А през 2003 г. придобива и професорско научно звание по административно право с хабилитационен труд „Основи на правния режим на инвестиционните ценни книжа“. В периода 1993 – 1999 г. провежда множество специализации – във Вайсенбах, Рим, Сейнт Джон Колидж (Оксфорд), Виена, Хамбург, Брюксел, Вашингтон и Токио. Води лекционни курсове по Банково право и Правен режим на Капиталовия пазар (Борсово право). От 2017 г. е ръководител на катедра „Публичноправни науки“ в Юридическия факултет на УНСС. Главен редактор е на списание „Бизнес и право“. Автор е на множество публикации, в това число статии, студии, монографии и учебници в областта на административното, финансовото, банковото и борсовото право.